# ギリシア人の一覧 (時代順)
ギリシア人の一覧 (時代順)（ギリシア人のいちらん・じだいじゅん）は、古代から現代までのギリシャの出身者、および在外のギリシア系あるいはギリシア語を母語とした人々を、時代順に並べる。

## 紀元前8世紀
- ホメロス

## 紀元前7世紀
- ヘシオドス

## 紀元前6世紀
- ピタゴラス
- アナクシマンドロス

## 紀元前5世紀
- タレス（小アジア、ミレトス）
- ヘラクレイトス
- アイソポス
- ソクラテス
- ピリッポス1世（マケドニア王。マケドニア人）
- ゼノン (エレア派) （紀元前495年頃 - 紀元前435年頃） - パルメニデスの弟子でエレア派の哲学者
- ソポクレス
- アイスキュロス
- アリストパネス
- デモクリトス
- ヒッポダモス（小アジア、ミレトス） - 都市計画家

## 紀元前4世紀
- プラトン
- アリストテレス
- アレクサンドロス3世（マケドニア人）
- エピクロス

## 紀元前3世紀
- ゼノン (ストア派) （紀元前335年 - 紀元前263年） - ストア派の創始者。フェニキア人?
- アルキメデス

## 紀元前1世紀
ユリウスカエサル(アテネ出身)

## 1世紀
- アレクサンドリアのヘロン（エジプト出身）
- アレクサンドリアのフィロン（アレクサンドリア出身のユダヤ人）

## 2世紀
- ビュブロスのフィロン（ビュブロス）
- ユスティノス（パレスチナ）

## 3世紀
- ヨハネス・クリュソストモス
- ディオゲネス・ラエルティオス
- ゲオルギウス

## 4世紀
- ミラのニコラオス
- カイサリアのバシレイオス
- ナジアンゾスのグレゴリオス
- ニュッサのグレゴリオス
- アタナシオス
- エウセビオス（パレスチナ出身）

## 5世紀
- 偽ディオニシウス・アレオパギタ（シリア出身）
- ペイディアス
- ゼノン（東ローマ帝国皇帝） （426年 - 491年） - イサウリア人（ドイツ語版、ハンガリー語版、オランダ語版）。

## 6世紀
- ヤコボス・バラダイオス - キリスト教ヤコブ派の設立者。

## 7世紀
- 7世紀以降の東ローマ帝国（ビザンティン帝国）皇帝の大半

- タルソスのテオドルス

## 9世紀
- キュリロス（コーンスタンティノス、キリル）
- メトディオス
- フォティオス

## 11世紀
- ミカエル・プセルロス

## 12世紀
- アンナ・コムネナ
- ニケタス・コニアテス

## 14世紀
- グレゴリオス・パラマス
- フェオファン・グレク

## 16世紀
- イブラヒム・パシャ - オスマン帝国の大宰相。
- エル・グレコ

## 19世紀
- パヴェル・アクセリロード
- ソティリオ・ブルガリ（ブルガリス） - ブルガリ創業者。
- ラフカディオ・ハーン（父がアイルランド人）

## 20世紀
- テオ・アンゲロプロス
- ヴァンゲリス
- エレフテリオス・ヴェニゼロス（20世紀前半の首相）
- オデッセアス・エリティス（1979年ノーベル文学賞受賞者）
- エディンバラ公フィリップ（イギリス女王エリザベス2世の夫）
- アリストテレス・オナシス（貿易商）
- マイケル・カコヤニス
- エリア・カザン（映画監督）
- マリア・カラス（オペラ歌手）
- コンスタンディノス・カラマンリス（前首相・大統領）
- コスタス・カラマンリス（首相）
- ヘルベルト・フォン・カラヤン
- ジョルジョ・デ・キリコ
- ヤニス・クセナキス
- バージル・ザハロフ（父はロシア人、母はギリシア人）
- コンスタンティノス・シミティス（前首相）
- ミキス・テオドラキス
- ゲオルギオス・パパンドレウ（前首相）
- アンドレアス・パパンドレウ（1980年代の首相）
- ゲオルギオス・アンドレアス・パパンドレウ（1980年代の外相）
- アグネス・バルツァ
- マリオ・フラングーリス
- ディミトリー・ミトロプーロス
- コンスタンティノス・ドキシアディス（都市計画家・建築家）

## 21世紀
- カロロス・パプーリアス
- チェッキ・カリョ（チェキ・カリョ）（父がトルコ人、母がギリシア人）
- スティーブ・オンティベロス
- ジョン・ネグロポンテ